# Immine

Una generica immina primaria. L'azoto potrebbe anche legare un alchile (o arile) ed in questo caso l'immina sarebbe secondaria.

Le immine sono composti organici che derivano formalmente da aldeidi e chetoni per sostituzione dell'atomo di ossigeno carbonilico con un atomo di azoto. Sono quindi caratterizzate dalla presenza del gruppo funzionale >C=N- (gruppo imminico), con C e N ibridati sp2. Nelle immine questo gruppo può essere legato solo a H o C (alchili o arili); legato ad altri sostituenti, è parte comune di altre classi affini di composti organici azotati, come ossime, idrazoni, arilidrazoni, semicarbazoni ed è anche presente, ma con un ulteriore legame singolo C–N, in ammidine e ammidossime e poi, con altri due, nelle guanidine.

## Etimologia
Il nome "immina" fu coniato nel 1883 dal chimico tedesco Albert Ladenburg (1842–1911) modificando il termine "ammina", sebbene attribuendo loro con un significato più ampio che comprendeva composti con N legato a C, oltre che da un doppio legame, anche da due legami semplici, come accade nell'aziridina (etilenimmina) o la piperidina (pentametilenimmina). Una classe di immine (vide infra) sono anche dette "basi di Schiff" in tributo al chimico tedesco, poi naturalizzato italiano, Ugo Schiff (1834–1915).

## Nomenclatura
In un'immina le valenze libere del gruppo funzionale >C=N- possono essere occupate da atomi H o da gruppi R (R = alchile o arile). Quindi, a seconda della sostituzione sul carbonio (con H o R), si hanno tre tipi di immine, come per i composti carbonilici da cui formalmente derivano, conservando lo stato di ossidazione dell'atomo di carbonio del gruppo:
- formaldimmine: H2C=N- (dalla formaldeide, C0)[7]
- aldimmine:  R1-CH=N-    (da altre aldeidi, C+1)
- chetimmine:R1R2C=N-   (da chetoni, C+2)

Poi, in base alla presenza di gruppi alchilici (o arilici) sull'atomo di azoto, ciascuno dei tre tipi si scinde ulteriormente in:
- immine primarie: >C=N-H
- immine secondarie (o basi di Schiff): >C=N-R, con R'≠H, cioè N-alchil- o N-arilimmine.

Se, infine, il sostituente sull'azoto è diverso da H o R (Ar), si ottengono composti derivati delle immine: con -OH si hanno le ossime, con -NH2 gli idrazoni. Questi derivano dalla reazione di un carbonile aldeidico o chetonico con idrossilammina o con idrazina, rispettivamente, invece che con un'ammina. Se poi N è legato ad un alogeno, si hanno le N-aloimmine.

## Gruppo funzionale e proprietà
Il gruppo imminico è per certi versi analogo a quello carbonilico >C=O presente in aldeidi e chetoni, al quale è isoelettronico, ma ci sono importanti differenze. Il doppio legame tra C e N è significativamente meno forte di quello tra C e O (≈ 615 kJ/mol contro ≈ 750 kJ/mol), rispettivamente, appena più forte di un C=C in un alchene (≈ 610 kJ/mol), e meno polare di C=O a causa della minore elettronegatività di N rispetto a O. Questo comporta che le immine sono composti con momento dipolare minore di quello del corrispondente composto carbonilico (aldeide o chetone): per la cicloesanimmina μ = 1,4 D, contro μ = 2,5 D per il cicloesanone, ad esempio.
La lunghezza del legame C=N nelle immine non coniugate cade generalmente nell'intervallo 129-131 pm; in quelle coniugate la lunghezza è ovviamente maggiore e arriva a ~135 pm. Nella formaldimmina, l'immina più semplice, senza alcun sostituente, il legame è il più corto e vale 127,3 pm.
Da un lato, la minor forza del legame C=N rispetto al C=O consente alle immine la possibilità di oligomerizzare (o anche polimerizzare) o di essere idrolizzato in soluzione acquosa a gruppo carbonilico; dall'altro, in un'immina non protonata l'atomo di carbonio risulta meno elettrofilo rispetto a chetoni e aldeidi. L'immina protonata, però, diviene un elettrofilo migliore. La protonazione è favorita su N, producendo uno ione imminio. In esso è presente la risonanza ionico-covalente analoga a quella del gruppo carbonilico, ma qui è più efficace perché senza separazione di carica e, come tale, determina una significativa quota di carica positiva sull'atomo di carbonio:
>C=N+<  ←→  >C+–N<
Il doppietto libero sull'azoto rende le immine basiche in soluzione acquosa, ma in genere meno delle ammine (N sp2 più elettronegativo di N sp3); questo a differenza di aldeidi e chetoni che non mostrano basicità in acqua. Per esempio, l'immina del cicloesanone (cicloesanimmina) ha pKb = 4,8, mentre la cicloesilammina ha pKb = 3,4. Questa facilità alla protonazione rende le immine, tramite la conseguente formazione degli ioni imminio, più reattive di aldeidi e chetoni verso i nucleofili. Da un altro punto di vista, la presenza del doppietto libero sull'azoto rende le immine basi di Lewis, dando loro la capacità di fungere da leganti verso ioni metallici. Un tipico legante imminico (chelante) è la bis(salicilaldeide)etilendiimmina, nota con la sigla "salen".
Le immine primarie possono agire come acidi ed essere deprotonate, ma occorrono basi sufficientemente forti; questa possibilità può essere sfruttata per la loro alchilazione a immine secondarie:
Ph2C=N-H + CH3Li → Ph2C=N-Li + CH4
Ph2C=N-Li + CH3-I → Ph2C=NCH3 + LiI

## Sintesi e reattività
Le immine si formano mediante condensazione tra un'aldeide o un chetone con un'ammina primaria o ammoniaca, secondo la reazione generale seguente (reazione complessiva):
>C=O  +  H2N-R'  →  >C=N-R'  +  H2O
La reazione è di equilibrio e viene quindi favorita dalla rimozione di H2O ad opera di agenti disidratanti. Come conseguenza, da un'immina si può facilmente ottenere (o riottenere) il composto carbonilico analogo per idrolisi in acidi acquosi diluiti.
Le immine provenienti da aldeidi o chetoni aventi almeno un H in posizione α al carbonile possono coesistere in equilibrio tautomerico con le corrispondenti enammine:
R2CH–CR=NR  ⇌  R2C=CR-NHR
     immina                enammina
Le immine derivanti dalla reazione con ammoniaca, cioè le immine primarie (>C=NH), sono generalmente instabili (si idrolizzano facilmente) e sono perciò difficilmente isolabili, ma sono comunque utili intermedi di reazione. In soluzione acquosa esse sono presenti in equilibrio con l'ammoniaca ed il chetone (o l'aldeide) corrispondente, oltre che con il loro emiamminale come intermedio instabile [>C(OH)(NH2)]. La sostituzione sull'azoto con un gruppo alchilico R o, anche meglio, con un gruppo arilico Ar rende le immine secondarie (>C=N-R) un po' più stabili e a volte possono essere isolate.
Le immine secondarie vengono anche chiamate basi di Schiff, dal nome del chimico Ugo Schiff che le scoprì. In genere la loro stabilità cresce significativamente se il doppio legame C=N risulta coniugato, sia dal lato C, sia dal lato N, o da entrambi i lati (meglio):
(CH3)2C=N-CH3            (C=N non coniugato)
RCH=CH-CH=N-CH3      (C=N coniugato su C)
RCH=CH-CH=N-C6H5     (C=N coniugato su C e su N)
Le immine non coniugate, primarie o secondarie, tendono a oligomerizzare o polimerizzare dando oligo- o poliamminali (–CR2–NR'–)n, non di rado ciclici. Esempi:
- La formaldimmina, la più semplice immina (H2C=NH), che è nota soltanto in fase gassosa, tanto che se ne è potuta determinare precisamente la struttura,[25] in tale condizione è stabile; infatti, è stata trovata nell'atmosfera di Titano[26] ed è diffusa un po' ovunque negli spazi interstellari.[27] In fase condensata, invece, oligomerizza e polimerizza, impedendone così l'isolamento e, quando si tenta di produrla dalla reazione della formaldeide con l'ammoniaca, si ottiene la nota esametilentetrammina, cioè il suo tetramero triciclico, con struttura a gabbia del tutto analoga a quella dell'adamantano.
- L'acetaldimmina (CH3-CH=NH), oligomerizza dando il trimero ciclico a sei termini 1,3,5-trimetil-esaidro-1,3,5-triazina C6H15N3.[24]
- L'acetonimmina [(CH3)2C=NH], la più semplice delle chetimmine, è isolabile (Teb = 57-59 °C), anche se molto poco stabile; nel tempo, tre molecole si uniscono con eliminazione di ammoniaca per dare la triacetonammina (2,2,6,6-tetrametilpiperidin-4-one).[28][29]
- La 1-pirrolina (C4H7N, 3,4-diidro-2H-pirrolo), per esempio, che è un'aldimmina secondaria endociclica a cinque termini, è isolabile. Tuttavia, allo stato solido è costituita in realtà dal suo trimero (C12H21N3, che è un triamminale); allo stato liquido il trimero è in parziale equilibrio col monomero (meno stabile); in soluzione diluita di solventi organici è presente essenzialmente il monomero, come pure in fase vapore.[30][31][32] Comportamento del tutto simile si osserva per l'analoga immina ciclica a 6 termini, la 2,3,4,5-tetraidropiridina, che dà anch'essa il trimero corrispondente.[33]

Le immine, in particolare le chetimmine primarie, possono essere ottenute anche a partire da nitrili per reazione con reattivi di Grignard. Ad esempio, facendo reagire il benzonitrile con il bromuro di fenilmagnesio e idrolizzando cautamente a freddo (per non idrolizzare anche l'immina formatasi), si ottiene la difenilimmina, ossia l'immina del benzofenone:
C6H5CN + C6H5MgBr → (C6H5)2C=NMgBr
(C6H5)2C=NMgBr + H2O → (C6H5)2C=NH + MgBr(OH)
Le immine cicliche, specialmente a 5 o 6 termini, sono intermedi di sintesi o prodotti finali che rivestono importanza in sintesi organica, in chimica farmaceutica e per industrie correlate.
Le immine, anche quelle poco stabili, sono utili in sintesi organica in quanto la loro formazione, anche solo in situ, e la loro successiva idrogenazione catalitica o riduzione con idruri (LiAlH4, NaBH4, NaBH3CN), reazione nota come amminazione riduttiva, costituiscono metodi semplici di introdurre azoto in una molecola:
R2C=O   →   R2C=NR   →   R2CH–NHR
La reazione del gruppo funzionale aldeidico con il gruppo funzionale amminico ha avuto un ruolo fondamentale nello studio della struttura degli zuccheri. Infatti, facendo reagire un monosaccaride con particolari ammine quali l'idrossilammina, l'idrazina e la fenilidrazina, si ottengono i corrispondenti derivati imminici (rispettivamente l'ossima, l'idrazone ed il fenilidrazone), le cui caratteristiche fisiche consentono il riconoscimento, la caratterizzazione del monosaccaride e la comprensione della sua struttura chimica.
Le immine contribuiscono al processo di degradazione degli amminoacidi nel nostro organismo: un esempio di quanto detto è dato dalla reazione dell'amminoacido alanina con l'aldeide piridossale fosfato (un derivato della vitamina B6 per dare un'immina che verrà in seguito degradata).

## Meccanismo di formazione
La reazione di formazione di una immina inizia con una addizione nucleofila al carbonile da parte dell'atomo di azoto di un'ammina e prosegue con l'eliminazione di una molecola di acqua e ripristino del doppio legame. La reazione è catalizzata da acidi.
L'atomo di azoto dell'ammina primaria è nucleofilo e attacca il carbonio carbonilico dell'aldeide o del chetone. Si ha il trasferimento di un protone dall'azoto all'ossigeno carbonilico con formazione di un intermedio tetraedrico (un amminoalcol geminale, cioè un emiamminale):
>C=O  +  H2N-R  →  >C(O–)(+NH2R)  →  >C(OH)(NHR)  [emiamminale]
L'ossidrile così formato viene protonato dall'acido presente:
>C(OH)(NHR)  +  H+  →  >C(+OH2)(NHR)
Questo rende possibile l'eliminazione di una molecola di acqua e la formazione di uno ione imminio (immina protonata sull'azoto):
>C(+OH2)(NHR)  →   >C=N+HR   +  H2O  ⇄   >C=NR   +  H3O+
Con la deprotonazione dell'azoto dello ione imminio si ha la formazione, in equilibrio, del prodotto finale, l'immina, e la riformazione del catalizzatore acido.

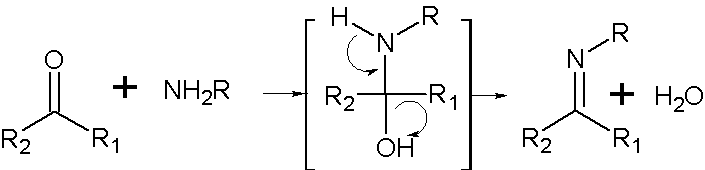
Meccanismo di formazione di un'immina da un'ammina primaria ed un chetone